# Isshikia xizangensis
Isshikia xizangensis är en tvåvingeart som beskrevs av Wang och Liu 1993. Isshikia xizangensis ingår i släktet Isshikia och familjen bromsar. Inga underarter finns listade i Catalogue of Life.